# 稲垣昭央
稲垣 昭央（いながき てるなか）は、江戸時代中期の大名。志摩国鳥羽藩2代藩主。官位は従五位下・和泉守、対馬守。鳥羽藩稲垣家6代。

## 生涯
稲垣昭辰（先々代稲垣重富の次男）の子として誕生した。
宝暦2年（1752年）12月29日に伯父で先代藩主の昭賢が死去したため、翌年正月25日に家督を継いだ。安永2年（1773年）7月22日に隠居して家督を長男の長以に譲り、寛政2年（1790年）5月17日に60歳で死去した。

## 系譜
父母
- 稲垣昭辰（父）

正室
- 松浦誠信の娘

子女
- 稲垣長続（長男）
- 稲垣長守（次男）
- 三浦前次正室